# Emilio Rodríguez (actor)
Emilio Rodríguez Guiar (Madrid, 1918-ibidem, 1983) fue un actor español, que participó en más de ochenta películas a lo largo de su carrera cinematográfica, que abarcó desde la década de 1950 hasta inicios de la de 1980.
También intervino en algunos episodios de televisión de las series Curro Jiménez y Verano azul, aunque su papel más recordado es el de D. Antonio, el maestro en la célebre serie de los años 1970 Crónicas de un pueblo.

## Biografía
Combatió en la Guerra Civil Española como militante falangista y fue voluntario en la División Azul desde junio de 1941 hasta el mismo mes de 1942. Tras ello se presentó a las oposiciones y obtuvo una plaza en el Cuerpo Superior de Policía, donde trabajó como inspector desde su ingreso en 1945 hasta su paso a la situación de reserva en 1968, compaginando durante trece años la faceta de actor y policía.

## Filmografía completa
- El coyote (1955)
- Nosotros dos (1955)
- Todos somos necesarios (1956)
- La vida es maravillosa (1956)
- La justicia del Coyote (1956)
- Miedo (1956)
- Fulano y Mengano (1957)
- El hombre que viajaba despacito (1957)
- Roberto el diablo (1957)
- Los tramposos (1959)
- Gayarre (1959)
- De espaldas a la puerta (1959)
- Los económicamente débiles (1960)
- Sólo para hombres (1960)
- La paz empieza nunca (1960)
- 091, policía al habla (1960)
- Trío de damas (1960)
- Compadece al delincuente (1960)
- Mi noche de bodas (1961)
- Alerta en el cielo (1961)
- La cuarta carabela (1961)
- La cara del terror (1962)
- Martes y trece (1962)
- El sheriff terrible (1962)
- La venganza del Zorro (1962)
- El hombre del expreso de Oriente (1962)
- Dulcinea (1963)
- Tres hombres buenos (1963)
- Objetivo: las estrellas (1963)
- Antes llega la muerte (1964)
- Los pistoleros de Casa Grande (1964)
- El sabor de la venganza (1964)
- El salario del crimen (1964)
- Rueda de sospechosos (1964)
- Los héroes del Oeste (1964)
- Bienvenido, padre Murray (1964)
- Ocaso de un pistolero (1965)
- El séptimo de caballería (1965)
- Dos caraduras en Texas (1965)
- Dos cosmonautas a la fuerza (1965)
- Crimen de doble filo (1965)
- I due parà (1965)
- Loca juventud (1965)
- Texas Kid (1966)
- Kid Rodelo (1966)
- La muerte cumple condena (1966)
- Posición avanzada (1966)
- El aventurero de Guaynas (1966)
- Héroes a la fuerza (1966)
- Barreiros 66 (1966)
- El hombre que mató a Billy el Niño (1967)
- Atraco al hampa (1967)
- Dos cruces en Danger Pass (1967)
- Grandes amigos (1967)
- Angustia mortal (1968)
- Comanche blanco (1968)
- Los que tocan el piano (1968)
- La hora del coraje (1968)
- Uno a uno, sin piedad (1968)
- Los subdesarrollados (1968)
- No somos ni Romeo ni Julieta (1969)
- El Zorro justiciero (1969)
- Siete minutos para morir (1969)
- Reza por tu alma... y muere (1970)
- No desearás al vecino del quinto (1970)
- Una señora llamada Andrés (1970)
- Caza implacable (1971)
- El Cristo del océano (1971)
- El apartamento de la tentación (1971)
- El hombre que vino del odio (1971)
- Diabólica malicia (1972)
- Condenados a vivir (1972)
- Un dólar de recompensa (1972)
- Con la música a otra parte (1974)
- El comisario G. (El caso del cabaret) (1975)
- La perla negra (1977)
- Réquiem por un empleado (1978)
- Estimado Sr. juez... (1978)
- El felino (1979)
- La boda del señor cura (1979)
- Chocolate (1980)
- Hijos de papá (1980)
- ...Y al tercer año, resucitó (1980)
- Maravillas (1981)
- Pepe, no me des tormento (1981)
- El cabezota (1982)